# Paul McGee (Fußballspieler, 1954)
Paul McGee (* 19. Juni 1954 in Sligo) ist ein irischer Fußballtrainer und ehemaliger Fußballspieler.

## Vereinslaufbahn
McGee absolvierte sein Debüt in der League of Ireland 16-jährig Ende 1970 für die Finn Harps, nach vier Spielzeiten wechselte er 1974 zu den Sligo Rovers aus seiner Heimatstadt. Wegen seiner guten Leistungen bei der Meisterschaft der Rovers 1977, nahm ihn zur Saison der englische Erstligist Queens Park Rangers unter Vertrag. Er kam bis zum Anstieg des Clubs 1978/79 zu 39 Ligaeinsätzen mit insgesamt sieben Toren, spielte nach dem Abstieg QPRs für je ein Jahr bei den Zweitligisten FC Burnley und Preston North End, bevor er 30-jährig zurück in seine Heimat Irland ging. Zuerst relativ erfolglos bei seinem Heimatverein Sligo Rovers, nach dem Wechsel zu Galway United kehrte der Erfolg mit 30 Pflichtspieltoren in einer Saison zurück.
1987 ging McGee ein zweites Mal ins Ausland, diesmal in die Niederlande zum Ehrendivisionisten HFC Haarlem, für den er weitere drei Jahre spielte. Nach seiner Rückkehr nach Irland im Alter von 36 Jahren spielte er noch ein weiteres Jahr für Galway United, in der folgenden Saison stand er bei den Finn Harps unter Vertrag, musste seine Karriere jedoch nach einem Autounfall nach wenigen Einsätzen für die Harps beenden.

## Nationalmannschaft
McGee war 10-facher Jugend- und einfacher Juniorennationalspieler für Irland, bevor er 1978 in die A-Auswahl seiner Heimat berufen wurde. Insgesamt spielte er zwischen 1978 und 1980 15 mal für Irland und erzielte dabei 4 Tore.

## Nach der aktiven Zeit
Nach seiner aktiven Zeit arbeitete McGee als Scout für Crystal Palace und die Queens Park Rangers, sowie als Fußballjournalist für irische Zeitungen. Zuletzt trainierte er die U-21-Mannschaft Devon Celtic, die er zur irischen U-21-Meisterschaft führte, bevor er im Februar 2007 das Traineramt beim neu gegründeten irischen Zweitligisten Limerick 37 übernahm, jedoch nach Ende der Saison 2007 wieder entlassen wurde. Zwischen Januar und August 2008 war er Cotrainer bei Cork City.
2010 arbeitete er für den irischen Fernsehsender RTÉ in der Berichterstattung über die League of Ireland.